# RZA
RZA(리자, 영어 발음: /ˈrɪzə/, Robert Fitzgerald Diggs, 1969년 7월 6일 ~ )는 미국의 래퍼, 음반 제작자, 배우, 작곡가, 영화 감독이다. 힙합 그룹 우탱 클랜의 리더이다. 과거 힙합 프로젝트 그룹 그레이브디거즈의 프로듀서이자 멤버였다.

## 음반 목록

### 정규 앨범
- Bobby Digital in Stereo (1998)
- Digital Bullet (2001)
- Birth of a Prince (2003)
- Digi Snacks (2008)
- Bobby Digital and The Pit of Snakes (2022)

## 영상 목록

### 영화 연출
- 철권을 가진 사나이 (2012) - 주연 겸임
- 컷 스로트 시티 (2020)

### 영화 출연
- Life Is Hot in Cracktown (2009)
- 리포맨 (2010) - T-본 역
- 쓰리 데이즈 (2010)
- 철권을 가진 사나이 (2012) - 연출 겸임
- 지.아이.조 2 (2013) - 블라인드 마스터 역
- 브릭 맨션: 통제불능 범죄구역 (2014) - 트레민 알렉산더 역
- 데드 돈 다이 (2019) - 딘 역
- 노바디 (2021) - 해리 멘셀 역

### 텔레비전 출연
- 프레시 오프 더 보트 (2018)